# Ludwig Müller (atleta)
Ludwig Müller (Wesel, 25 gennaio 1932 – Kassel, 26 gennaio 2022) è stato un siepista e mezzofondista tedesco.

## Biografia
Nel 1958 gareggiò nei 5000 m piani ai campionati europei di Stoccolma qualificandosi per la finale, che concluse al dodicesimo e ultimo posto. Partecipò ai Giochi olimpici di Roma 1960 con la Squadra Unificata Tedesca giungendo sesto nella finale dei 3000 m siepi. Nel 1962 prese parte nuovamente ai campionati europei di Belgrado, ma fu eliminato nelle batterie dei 3000 m siepi.

## Palmarès
| Anno                                              | Manifestazione  | Sede      | Evento       | Risultato | Prestazione | Note  |
| ------------------------------------------------- | --------------- | --------- | ------------ | --------- | ----------- | ----- |
| In rappresentanza della Germania Ovest            |                 |           |              |           |             |       |
| 1958                                              | Europei         | Stoccolma | 5000 m piani | 12º       | 14'34"8     |       |
| 1962                                              | Europei         | Belgrado  | 3000 m siepi | Batteria  | 9'00"4      |       |
| In rappresentanza della Squadra Unificata Tedesca |                 |           |              |           |             |       |
| 1960                                              | Giochi olimpici | Roma      | 3000 m siepi | 6º        | 9'01"6      | [ 1 ] |